# STS-121
STS-121, voluit Space Transportation System-121, was een spaceshuttlemissie naar het internationale ruimtestation ISS, waarbij er gevlogen werd met de spaceshuttle Discovery. Het belangrijkste doel van de missie was het testen van nieuwe veiligheids- en reparatietechnieken, die werden geïntroduceerd in navolging van de ramp met het ruimteveer Columbia in februari 2003, en het bevoorraden van het ISS. Verder werd de Duitse astronaut van de Europese Ruimtevaartorganisatie (ESA), Thomas Reiter, in ISS afgezet.
Na tweemaal uitstel vanwege de weersomstandigheden werd het ruimteveer gelanceerd op dinsdag 4 juli 2006 om 14:37:55 EDT. De missie duurde 13 dagen tot de landing op het Kennedy Space Center op 17 juli 2006 om 9:14:43 EDT.

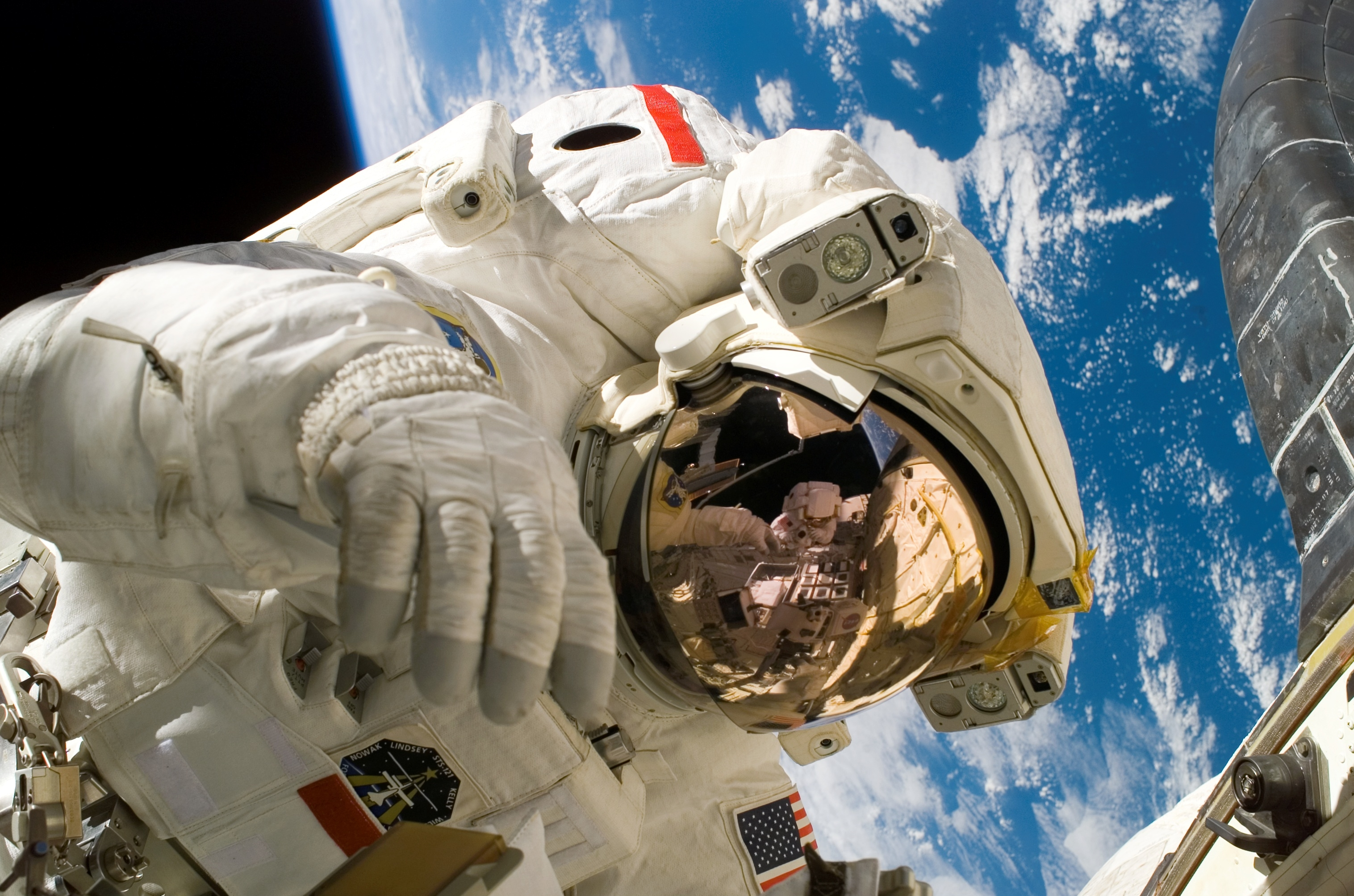
De Brits-Amerikaanse astronaut Piers Sellers tijdens de derde ruimtewandeling van de STS-121-missie, waarbij het hitteschild van de Orbiter werd gerepareerd